# Diego Basto
Diego Armando Basto Rengifo (Bogotá, 13 de abril de 1988) es un futbolista colombiano de ascendencia portuguesa. Juega como centrocampista.

## Trayectoria
El exfutbolista Luis Eduardo ‘Camello’ Soto descubrió su gran potencial para el fútbol gracias a su gran técnica y despliegue físico. Por sus características de juego, se puede desempeñar tanto de volante de marca, por banda izquierda o como constructor de juego.
Basto realizó toda su etapa de divisiones inferiores en el Club Deportivo los Millonarios de la ciudad de Bogotá, uno de los entrenadores más influyentes en su carrera deportiva fue el exjugador de Millonarios y entrenador de Fortaleza FC, Nilton Bernal quién lo tuvo en cuenta en los equipos juveniles del plantel ‘Embajador’. Entre los años 2005 y 2006 realizó pasantías en divisiones menores del Club Atlético River Plate y Club Atlético Boca Juniors de la ciudad de Buenos Aires.

## Millonarios
Debutó profesionalmente el 9 de noviembre de 2007, en el ‘Clásico Capitalino’ frente a Independiente Santa Fe, ingresó por el uruguayo Marcelo Tejera en la etapa complementaria. El conjunto ‘Albiazul’ era dirigido por el argentino Mario Vanemerak, el compromiso finalizó con empate 2-2.
El 13 de febrero de 2008 con su carrera profesional en pleno ascenso, sufrió una fractura de tibia y peroné en un partido amistoso frente a la Selección Colombia Sub-20. El resto de temporada estuvo en proceso de rehabilitación para poder continuar con su carrera deportiva

## Patriotas
En el primer semestre de 2009 retornó a la actividad futbolística de la mano de Mario Vanemerak, entrenador que lo hizo debutar profesionalmente. Con el equipo boyacense recuperó su nivel y disputó 13 encuentros, sin embargo, el entrenador argentino abandonó la institución a mitad de año a pesar de la buena campaña, por lo que su carrera deportiva la continuó en Cúcuta Deportivo.

## Cúcuta Deportivo
Llegó al Torneo Finalización 2009 bajo las órdenes de Jorge Luis Pinto, compartió camerino con jugadores de la talla de Jorge Bolaño, Luis Yanes, Harrison Otálvaro y Hernando Patiño. Por la poca rotación de jugadores tuvo pocas opciones de juego con el conjunto ‘Roji-Negro’.

## Fortaleza
En el año 2011 llegó como agente libre al equipo capitalino que disputaba su primera temporada a nivel profesional. Por la falta de experiencia no lograron una alta figuración en el Torneo Postobón, sin embargo, Diego Basto fue importante en la zona medular del campo, por lo que muchos equipos de su categoría se interesaron en contar con sus servicios.

## Real Cartagena
En el 2012 fue transferido a Real Cartagena, con el conjunto ‘Heroico’ tuvo continuidad en Copa Postobón al mando del entrenador Mario Vanemerak que lo había tenido anteriormente, debido a problemas administrativos,  el equipo cartagenero pudo mantenerlo en nómina hasta el primer semestre.

## Llaneros
Con el equipo de la ‘Media Colombia’ disputó 25 partidos entre Torneo y Copa Postobón durante 2012 y 2013, siendo uno de los jugadores con mayor regularidad por el entrenador Alberto Rujana. Con el nivel exhibido, despertó el interés de Independiente Santa Fe, equipo histórico del fútbol colombiano, por lo que fue cedido a Expreso Rojo, equipo filial del cuadro ‘Cardenal’.

## Expreso Rojo
En el segundo semestre de 2013 arribó al equipo del Departamento de Cundinamarca, con el equipo que ofició en condición de local en el municipio de Facatativá, disputó 16 encuentros alcanzando una gran regularidad, por lo que despertó nuevamente el interés de equipos del Fútbol Profesional Colombiano.

## Dépor FC
En 2014 fue cedido a Dépor FC, con el equipo vallecaucano disputó 33 encuentros a lo largo de la temporada, siendo destacado en diferentes fechas por el gran nivel alcanzado. Desde mediados de temporada empezaron las negociaciones para llegar a América de Cali, quien disputaría un cuadrangular de ascenso en el mes de enero de 2015.

## América de Cali
Con el conjunto ‘Escarlata’ disputó un encuentro del cuadrangular de ascenso. En el Torneo Águila y Copa Águila fue alternativa del entrenador Fernando Velasco, consiguiendo grandes actuaciones en las últimas fechas de la primera parte del Torneo de Ascenso, principalmente frente a Llaneros y Real Cartagena. Con el nivel exhibido, inició como titular en las primeras fechas después de reiniciar el torneo. Actualmente ha sido convocado por el entrenador Alberto Suárez y al lado de sus compañeros espera conseguir el ascenso a Primera División al finalizar la temporada

## Clubes
| Club             | País     | Año         | PJ (G) |
| ---------------- | -------- | ----------- | ------ |
| Millonarios      | Colombia | 2007 - 2008 | 1 (0)  |
| Patriotas Boyacá | Colombia | 2009        | 13 (3) |
| Cúcuta Deportivo | Colombia | 2009 - 2010 | ? (0)  |
| Fortaleza        | Colombia | 2011        | 5 (1)  |
| Real Cartagena   | Colombia | 2012        | 4 (1)  |
| Llaneros         | Colombia | 2012 - 2013 | 25 (3) |
| Expreso Rojo     | Colombia | 2013        | 16 (7) |
| Atlético F. C.   | Colombia | 2014        | 33 (5) |
| América de Cali  | Colombia | 2015 - 2016 | 16 (0) |
| Atlético F. C.   | Colombia | 2017        | 10 (0) |
| Real Cartagena   | Colombia | 2018        | 0 (0)  |

## Palmarés

### Campeonato Nacionales
| Título    | Club            | País     | Año  |
| --------- | --------------- | -------- | ---- |
| Primera B | América de Cali | Colombia | 2016 |